# Ralph Allen Sampson
Ralph Allen Sampson   (Schull, 25 de juny de 1866 - Bath, 7 de novembre de 1939) va ser un astrònom i matemàtic anglès.

## Vida i obra
Tot i haver nascut al comtat de Cork (Irlanda), el seu pare era de Cornualla i quan ell tenia cinc anys la família va retornar a Anglaterra, residint a Liverpool. Va rebre la seva educació secundària al Liverpool Institute i va obtenir una beca per estudiar al Saint John's College de la universitat de Cambridge, en la qual es va graduar el 1888. Els dos cursos següents va ser professor del King's College de Londres i el 1890 va retornar a Cambridge en ser nomenat fellow del seu college. Durant la seva estança a Cambridge, va treballar amb l'astrònom Hugh Newall en temes d'espectroscòpia astronòmica.
El 1893 va ser nomenat professor de matemàtiques del Durham College (actualment Universitat de Durham) a Newcastle-upon-Tyne, en la qual va romandre fins al 1910. El College disposava d'un petit observatori astronòmic en el qual es va interessar, construint el que es coneix com el Durham almucantarat: una esfera per estudiar els trànsits dels planetes. El 1910, en deixar el Durham, va passar a ser professor d'astronomia de la universitat d'Edimburg i astrònom Reial d'Escòcia. Es va retirar el 1937 i se'n va anar a viure a Bath, on va morir uns anys més tard.
L'obra més important de Sampson és la seva teoria dels quatre satèl·lits més grans de Júpiter, desenvolupada mentre era al Durham College i per la qual va rebre la Medalla d'Or de la Royal Astronomical Society. A la seva arribada a Edimburg va començar a prendre gran interès amb els problemes relacionats amb la mesura acurada del temps. El 1921 va publicar un important article en el que cridava l'atenció sobre les discrepàncies temporals de les observacions a diferents observatoris.